# Indium natif
L’indium natif est une espèce minérale naturelle, corps simple métallique, mou et ductile, moyennement dense et très rare de formule chimique In, correspondant à l'élément chimique indium noté In. L'indium appartient à la classe minéralogique des éléments natifs, en particulier des métaux natifs.

## Historique de la description et de l'appellation
C'est à l'école des mines de Freiberg que des chimistes-minéralogistes allemands, le professeur Ferdinand Reich et son collègue assistant Theodor Richter, découvrent en 1863 sans le savoir un des nouveaux éléments prévus par l'esquisse du tableau théorique réalisé par le chimiste russe Dimitri Mendeleiev. Il recherche en réalité par spectrométrie de flamme la présence du thallium dans une variété minérale de blende utilisée comme minerai de cuivre, mais c'est finalement ce qui sera nommé l’indium qui y est identifié, grâce à une surprenante raie bleu foncé et une raie violette plus faible, donnant au test de flamme global une couleur caractéristique proche selon eux de la couleur indigo. La dénomination latine indǐcum en latin classique simplifié en indium en latin médiéval pour le terme d'origine espagnole "indigo", correspondant à la couleur violette, bleu violet s'impose pour l'élément chimique aux observateurs, après l'isolement de quelques composés, puis de son corps simple métal et l'étude de sa chimie conclue partiellement en 1867 par le chimiste expérimenté Richter.
L'association internationale de minéralogie l'a admis en 1964 avec un topotype remarquable qui est le dépôt associé au plomb natif dans un ancien massif granitique de Orlovskoye dans le district ou dans oblast Chitinskaya, en Transbaïkalie ou Sibérie orientale en Russie. La matière granitique y est le  plus souvent fortement albitisée et transformée en greisens. L'indium natif et le plomb natif sont associés sur ce site à l'argent natif et au minerai de tantale qui y est exploité.

## Cristallographie et cristallochimie

Maille cellulaire du métal indium

La maille de son système cristallin est isométrique et tétragonale. Les cristaux naturels sont trop petits pour être étudiés à l'œil nu.
Chaque atome de l'empilement modèle a quatre voisins très proches formant autour de lui un tétraèdre très aplati, avec deux des très proches voisins un peu plus loin. Cette structure irrégulière explique l'anisotropie, observable par l'expansion thermique. Elle est responsable de nombreuses anomalies constatées expérimentalement, le magnétisme de monocristaux d'indium ou l'existence d'un différentiel important de résistivité électrique ou d'expansion thermique suivant les axes cristallins.
Il fait partie de la famille étain-indium, codifié en AC par la classification de Strunz.

## Propriétés physiques et chimiques, toxicologie

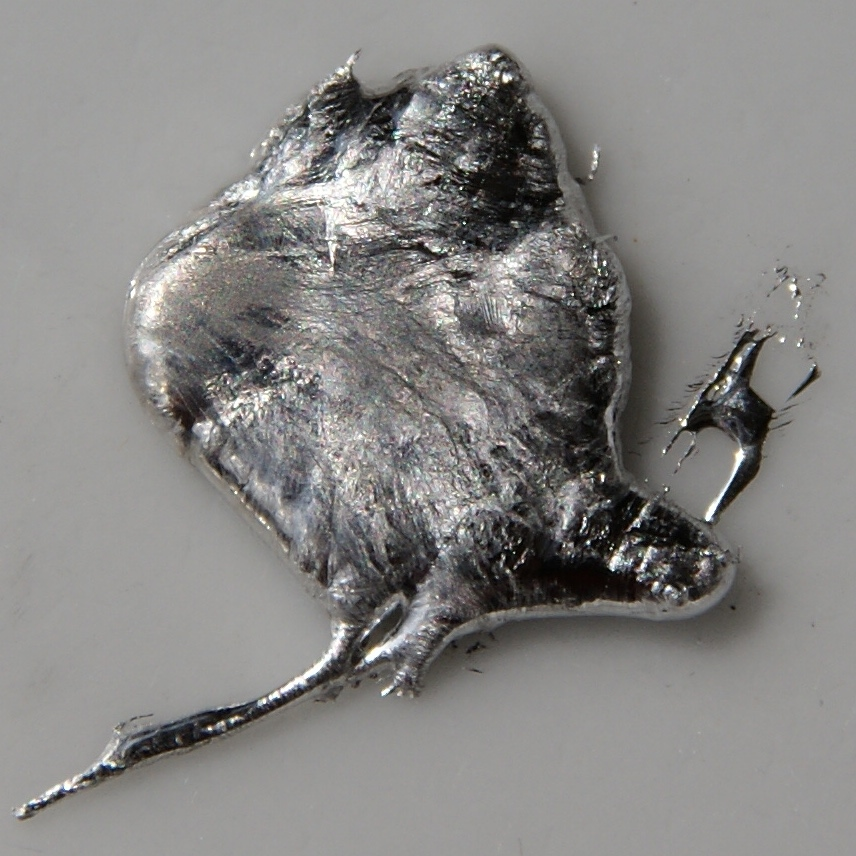
Indium préparé par l'art du chimiste, ici fondu en coupelle puis jeté liquide sur une surface froide

Le corps simple métal préparé par les chimistes est blanc argenté et brillant, mou et ductile, sectile et rayable à l'ongle. Il est plus tendre que le plomb. Il laisse par forte pression une trace sur le papier, ce qui fait souvent affirmer de manière peut-être fallacieuse que sa dureté pratique n'est comprise qu'entre 1 et 2. Dûment frotté avec un morceau de métal gallium, la surface du métal indium peut prendre une consistance quasi liquide et ainsi s'étaler lentement sur une surface froide comme le verre, l'alliage In25 Ga75 ainsi apparu liquide à température ambiante peut s'étaler en formant un miroir peu sensible à la corrosion.
Ces propriétés plastiques sont conservées à (très) basses températures. Une opération d'écrouissage n'entraîne aucun durcissement, son laminage à froid reste très aisé.
La plage liquide peut dépasser une amplitude de 1 800 °C. L'indium liquide est donc très fluide, il s'insinue dans les pores et les interstices des matériaux.

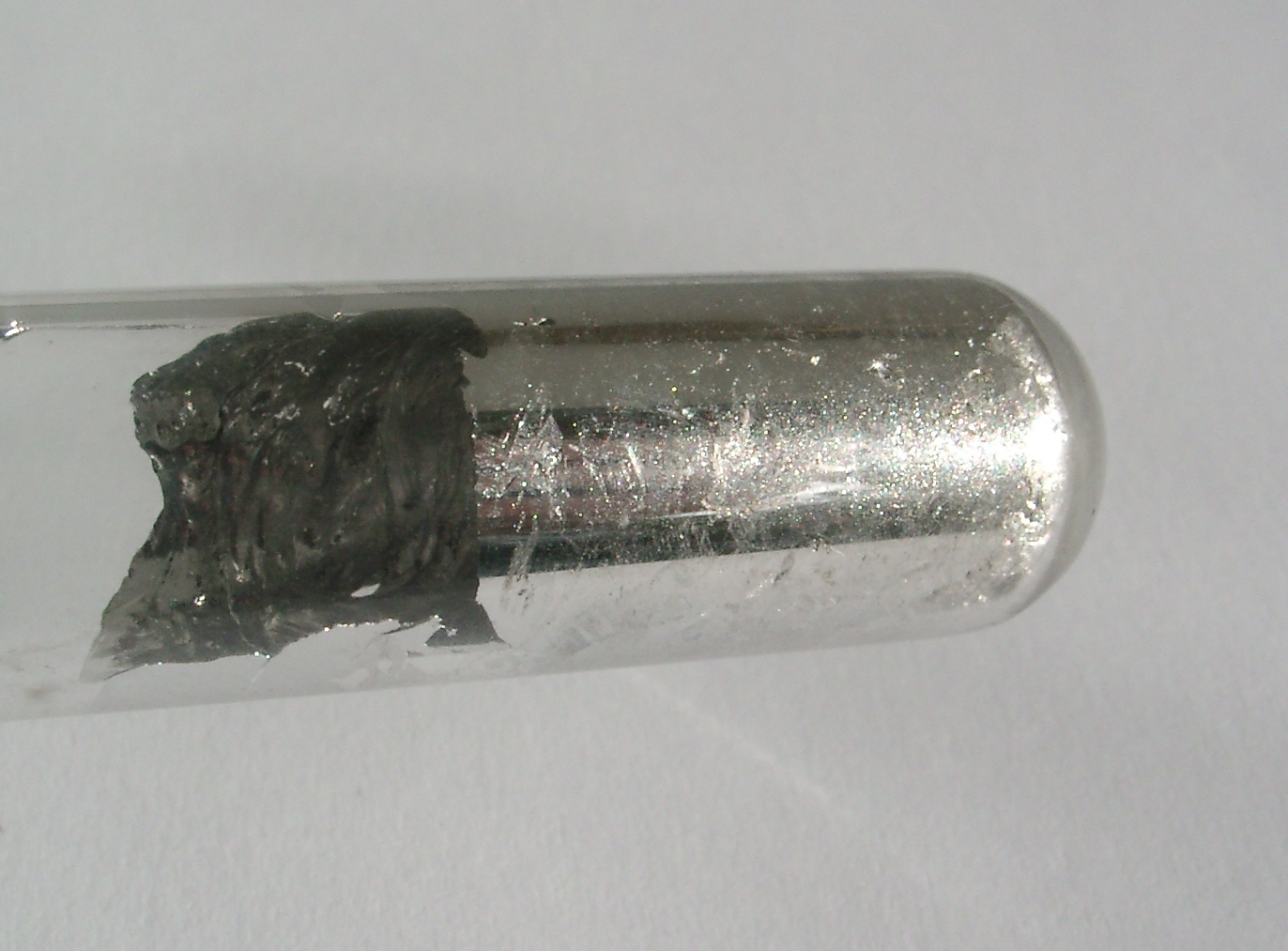
Indium mouillant le verre en effet de miroir

L'indium natif, d'aspect légèrement plus coloré en jaune ou souvent nettement plus grisâtre, est ce même métal pauvre et diamagnétique, tendre et ductile, très malléable et sectile. Il peut s'oxyder lentement à l'air humide.
Le pliage ou le stress d'un barre, d'une tige, d'une plaque d'indium artificielle génère un son caractéristique, une sorte de  "cri aigu jeté"  par l'indium, du aux frottements internes des cristaux engendrés par la séparation trop rapide et forcée des cristaux jumelées. Sur ce point précis, ce cri en français ou crunch en anglais de l'indium soumis au pliage est similaire à celui de l'étain natif.
Ce métal semi-conducteur se caractérise par l'effet Peltier.
L'indium est insoluble dans l'eau. Il est soluble dans les acides forts et même les acides minéraux faibles. Il est insoluble dans les alcalis.

### Analyse, distinction
La composition chimique est établie par analyse de données microspectrographiques.

### Toxicité
La toxicité du métal semble être faible, à l'observation des adeptes de la glycochimie en train de lécher avec la langue et mordre à belles dents un bouton métallique d'indium. Les sels d'indium sont très peu toxiques par ingestion orale, mais ils se révèlent néanmoins des poisons violents en injections sous-cutanées ou intraveineuses. Ils perturbent alors le fonctionnement normal du cœur, du sang, du foie et des reins, ils altèrent et détruisent irrémédiablement ces organes en prises chroniques.

## Gîtologie, occurrences et gisements
L'indium natif est parfois présent dans les granites ayant subi une évolution radicale vers les greisens ou une albitisation.
Il accompagne communément en relativement faibles quantités les minerais de zinc, de plomb et de cuivre.
Minéraux associés : quartz, albite, indite, plomb natif

### Gisements caractéristiques
- Canada

Yukon
- Hongrie
- Kosovo
- Ouzbékistan
- Russie

Sibérie orientale
- Ukraine

champ aurifère de Zhitomir

## Usages
L'indium natif trop rare et disséminé n'a aucun intérêt industriel en général. Il s'agit d'un minéral de collection.
Au début du XXe siècle jusque dans les années 1920, le corps simple indium n'est qu'un métal de laboratoire, quasi inconnu des marchés de matières premières. Son essor est d'abord progressif puis spectaculaire dans les décennies suivantes, sa production mondiale annuelle atteint 184 tonnes en 1984.

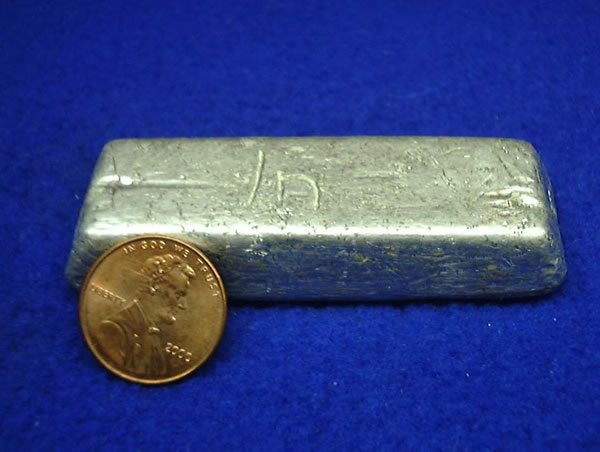
Lingotin de métal indium, placé à côté d'un penny.

Il s'agit d'un composant d'alliage fusible ou de soudure, d'usage pratique à basse températures. Les alliages à bas point de fusion, situés entre 50 °C et 100 °C, sont à base de bismuth, cadmium, plomb et étain. Ils sont employés pour différents dispositifs fusibles, le déclenchement d'extincteurs ou les régulations thermiques. L'alliage spécifique InGa à 24 pour cent d'indium et 76 pour cent de gallium est liquide à température ordinaire.
Le métal est employé comme revêtement de palier depuis 1940 ou pour former des miroirs peu sensibles à la corrosion. Il sert à fabriquer des miroirs astronomiques dit à restitution orthochrome des couleurs sur l'ensemble du spectre lumineux. Il sert aussi à obtenir des projecteurs super lumineux.
Il est utilisé comme semi-conducteur en électronique. Les phosphures d'indium semi̠-conducteurs ou les films minces d'oxyde d'étain et d'indium ou ITO sont des matériaux de base pour l'industrie des cristaux liquides (affichage par cristaux liquides ou LCD, écrans tactiles). Cette dernière application s'impose depuis 1992, amenant une demande accrue en In.
L'indium est obtenu comme un sous produit des minerais de zinc, comme la sphalérite ou les sulfures de Zn et Fe, mais aussi des minerais de plomb, d'étain et de cuivre. Une quantité significative de ce métal rare est avantageusement recyclé à partir de déchets métalliques qui contiennent de l'indium.
Si le Canada reste un important fournisseur d'indium, la Chine et le Pérou, la Russie et le Japon, la France, la Belgique, l'Italie ne sont pas des pays producteurs négligeables. Le Japon a initié son recyclage systématique, ainsi le prix du kg d'indium n'était que de $ 188 en 2000.